# 岡山機関区
岡山機関区（おかやまきかんく）は、岡山県岡山市北区にある日本貨物鉄道（JR貨物）の車両基地および乗務員基地である。

## 概要
山陽本線岡山貨物ターミナル駅に隣接しており、同駅から本線を走行することなく機関車の入出区が行われる。当区所属の機関車は伯備線や予讃線へ乗り入れる貨物列車を牽引しているほか、一部は水島臨海鉄道へも乗り入れている。また東海道・山陽本線の高速貨物列車の運用にも入っており、関東地方にも赴く。
西日本旅客鉄道（JR西日本）下関総合車両所岡山電車支所所属の機関車の検修も受託している。
貨車の交番検査も所管しており、貨車検修施設も有する。また、貨車の検修基地として高松貨物ターミナル駅構内に高松派出を、倉敷貨物ターミナル駅構内に水島派出を、それぞれ設置している。水島派出は水島臨海鉄道の機関区に併設され、業務は同社グループにより行われる。

## 配置車両に表示される略号
「岡」：岡山を意味する「岡」から構成される。
- なお、前述のJR西日本岡山電車支所所属の機関車に表示される略号も「岡」である。

## 所属車両

### 電気機関車
EF210形
900番台1両、0番台18両、100番台13両の計32両（901・1 - 18・101・102・126 - 131・137・138・147・148・153号機）が所属している。

### ディーゼル機関車
DB500形
50番台1両(54号機)が所属している。

### ハイブリッド機関車
HD300形
0番台12両（16・18 - 20・22 - 28・36号機）が所属している。
稲沢駅、吹田貨物ターミナル駅、大阪貨物ターミナル駅、安治川口駅、岡山貨物ターミナル駅、東福山駅、広島貨物ターミナル駅、福岡貨物ターミナル駅などでの入換作業に使用されている。HD300形は苗穂車両所、新鶴見機関区と本区の3カ所へ集約されて配属されているため、広域での入換運用となっている。

### 過去の所属車両

#### 電気機関車
EF64形
1000番台5両（1046 - 1050号機）が配置されていたが、2010年3月のダイヤ改正以後愛知機関区に転出した。ただし、その後も愛知機関区所属のEF64形が数両常駐し、伯備線の貨物列車牽引に使用されている。
EF65形
2011年2月28日時点で0番台4両と、1000番台13両の計17両（100・114・115・118・1036・1037・1040・1041・1043・1046・1077・1079・1119・1121 - 1123・1129号機）が配置されていたが、2011年3月のダイヤ改正以後ATS-PF保安装置を搭載する車両が新鶴見機関区に転出し、搭載しない車両は運用から離脱した。
EF66形
1991年9月から10月にかけてに100番台5両（129 - 133号機）が新製配置された。その後、吹田機関区からの転入により最大で15両（106 - 115・129 - 133号機/1995年4月1日時点）が所属したが、1996年3月16日のダイヤ改正で全車が吹田機関区に転出している。

#### ディーゼル機関車
DE10形
1000番台1両、1500番台2両、3500番台1両の計4両（1164・1561・1743・3508号機）が所属していた。
1561がJR貨物最後のディーゼル機関車として運用していたが、2025年2月に離脱。JR貨物DE10形式は全廃となった。
近畿車輛からの甲種輸送牽引（徳庵駅～放出駅～吹田貨物ターミナル駅間）を担当する。近畿車輛からの甲種輸送については、吹田機関区に常駐している車両が使用される。2022年6月までは川崎車両からの甲種輸送牽引（兵庫駅～神戸貨物ターミナル駅～吹田貨物ターミナル駅間）も担当していた。2023年3月17日までは山陽本線（岡山貨物ターミナル駅 - 倉敷駅間）、水島臨海鉄道水島本線での運用を担当していた。また、水島臨海鉄道のDD200形が検査・修理時には、当該運用の代走運用を担当していた。

## 乗務員乗務範囲
- 東海道・山陽本線：大阪貨物ターミナル駅 - 広島貨物ターミナル駅間
- 伯備線：全線
- 宇野線：岡山駅 - 茶屋町駅間
- 本四備讃線：全線
- 予讃線：高松貨物ターミナル駅 - 松山貨物駅間
- 赤穂線：相生駅 - 西浜駅間

## 歴史
- 1891年（明治24年）3月18日：山陽鉄道 岡山駅開業と同時に岡山機関庫を開設。
- 1906年（明治39年）12月1日：山陽鉄道の国有化に伴い官設鉄道の岡山機関庫として移管。
- 1911年（明治44年）12月：機関庫の主要施設を本線を挟んだ宇野線側に移転し、従来の敷地は岡山操車場構内の一部とする。
- 1922年（大正11年）11月30日: 宇野分庫を開設[10]。
- 1936年（昭和11年）9月1日：岡山機関区に改称[11]。
- 1944年（昭和19年）6月1日：中国鉄道の国有化により、同鉄道の岡山市機関庫を岡山機関区岡山支区として移管（後の岡山気動車区）。
- 1947年（昭和22年）12月9日：昭和天皇が機関区に行幸（昭和天皇の戦後巡幸）[12]。昭和天皇が労働組合による「機関車の整備、出勤率の工場、運転事故の絶滅等の運動を決議した宣言文」を見た後に、組合代表に激励を行う[13]。
- 1967年（昭和42年）7月1日：旧岡山機関庫側の操車場内に岡山運転区（初代）を開設。
- 1972年（昭和47年）3月15日：宇野駐泊所を宇野支区に改編[14]。
- 1982年（昭和57年）6月25日：岡山運転区が岡山電車区に組織改正。
- 1986年（昭和61年）11月1日：宇野支区を廃止。岡山客貨車区の貨車部門を統合し、同客貨車区の水島臨海派出所、東福山派出所をいずれも岡山機関区の派出所とする[15]。
- 1987年（昭和62年）4月1日：国鉄分割民営化により、岡山機関区はJR貨物の管轄となる。
- 2012年（平成24年）11月：当区所属の電気機関車1両が、2006年5月から2012年11月まで、防護無線が繋がらない状態で運行に就いていたことが明らかとなる[16]。
- 2021年（令和3年）3月18日：1891年3月18日の開設から130周年を迎える。